# Caos (álbum)
Caos é o segundo álbum de estúdio da banda paulistana de hard rock, Sioux 66. A capa do álbum é um recorte do quadro Custer's Last Stand de Edgar Samuel Paxson.
O primeiro single do álbum foi a versão da música O Calibre, dos Paralamas do Sucesso, lançado em 26 de agosto de 2016. O segundo single, Tudo Que Restou, foi lançado em Outubro de 2016. Em agosto de 2017 a banda lança o novo single, a faixa acústica Pra Sempre.

## Faixas
| N.º | Título                                   | Duração |  |
| 1.  | "Caos"                                   | 3:16    |  |
| 2.  | "Tudo Que Restou"                        | 3:44    |  |
| 3.  | "Meu Lugar"                              | 4:09    |  |
| 4.  | "Seu Destino"                            | 3:23    |  |
| 5.  | "O Que te Impede de Viver?"              | 3:27    |  |
| 6.  | "O Homem Que Nunca Mudou"                | 4:12    |  |
| 7.  | "Libertad"                               | 4:00    |  |
| 8.  | "Minerva"                                | 3:54    |  |
| 9.  | "Desarmado"                              | 3:19    |  |
| 10. | "O Rei (O Que te Faz Estar Aqui)"        | 4:32    |  |
| 11. | "Pra Sempre"                             | 4:14    |  |
| 12. | "O Calibre (cover Paralamas do Sucesso)" | 3:32    |  |

## Créditos
- Sioux 66
  - Igor Godoi – Vocais
  - Mika Jaxx – Guitarra
  - Bento Mello – Guitarra
  - Fabio Bonnies – Baixo
  - Gabriel Haddad – Bateria

- Adicional
  - Paulo Coruja – Gaita em "O Homem Que Nunca Mudou"
  - Richard John Lintulahti – Teclado e Sintetizadores em "Pra Sempre"